# Lampònids
Els lampònids (Lamponidae) són una família d'aranyes araneomorfes. Fou descrita per primera vegada per Eugène Simon l'any 1893.
La major part són espècies endèmiques d'Austràlia, el gènere Centrocalia ho és de Nova Caledònia, i dues espècies de Lampona, L. cylindrata, L. murina, també es troben a Nova Zelanda. L. papua és endèmica de Nova Guinea, on a més a més també hi són presents L. wau i Centrothele mutica.

## Sistemàtica
Amb la informació recollida fins al 28 d'octubre de 2006 i hi ha citats 23 gèneres i 192 espècies; d'elles, 57 pertanyen al gènere Lampona. La categorització en subfamílies segueix les propostes de Joel Hallan en el seu Biology Catalog.
Subfamília Centrothelinae Platnick, 2000
- Asadipus Simon, 1897 (Austràlia)
- Bigenditia Platnick, 2000 (Austràlia)
- Centrocalia Platnick, 2000 (Nova Caledònia)
- Centroina Platnick, 2002 (Austràlia)
- Centrothele L. Koch, 1873 (Austràlia)
- Centsymplia Platnick, 2000 (Austràlia)
- Graycassis Platnick, 2000 (Austràlia)
- Longepi Platnick, 2000 (Austràlia)
- Notsodipus Platnick, 2000 (Austràlia)
- Prionosternum Dunn, 1951 (Austràlia)
- Queenvic Platnick, 2000 (Austràlia)

Subfamília Lamponinae Simon, 1893
- Lampona Thorell, 1869 (Austràlia)
- Lamponata Platnick, 2000 (Austràlia)
- Lamponega Platnick, 2000 (Austràlia)
- Lamponella Platnick, 2000 (Austràlia)
- Lamponicta Platnick, 2000 (Austràlia)
- Lamponina Strand, 1913 (Austràlia)
- Lamponoides Platnick, 2000 (Austràlia)
- Lamponova Platnick, 2000 (Austràlia, Nova Zelanda)
- Lamponusa Platnick, 2000 (Austràlia)
- Platylampona Platnick, 2004 (Austràlia)

Subfamília Pseudolamponinae Platnick, 2000
- Paralampona Platnick, 2000 (Austràlia)
- Pseudolampona Platnick, 2000 (Austràlia)

### Superfamília Gnaphosoidea
Els lampònids havien format part dels gnafosoïdeus (Gnaphosoidea), una superfamília formada per set famílies entre les quals cal destacar pel seu nombre d'espècies els gnafòsids (1.975) i els prodidòmids (299). Les aranyes, tradicionalment, havien estat classificades en famílies que van ser agrupades en superfamílies. Quan es van aplicar anàlisis més rigorosos, com la cladística, es va fer evident que la major part de les principals agrupacions utilitzades durant el segle XX no eren compatibles amb les noves dades. Actualment, els llistats d'aranyes, com ara el World Spider Catalog, ja ignoren la classificació de superfamílies.